# Palacio Municipal de Deportes San Pablo
Palacio Municipal de Deportes San Pablo je športska dvorana u Sevilli, u Španjolskoj. Najčešće se koristi za košarkaške utakmice, pa u njoj svoje domaće utakmice igra košarkaški klub Sevilla.
Otvorena je 1988. Kapaciteta je 7.626 gledatelja.